# Liste der Abgeordneten zur Provisorischen Vorarlberger Landesversammlung
Diese Liste der Abgeordneten zur Provisorischen Vorarlberger Landesversammlung zu Bregenz listet alle Abgeordneten des provisorischen Vorarlberger Landtags nach dem Ende des Ersten Weltkriegs bis zur Landtagswahl 1919 auf. Die provisorische Landesversammlung trat nach dem Zusammenbruch Österreich-Ungarns erstmals am 3. November 1918 unter dem Vorsitz des ehemaligen Landeshauptmanns Adolf Rhomberg zusammen und erklärte Vorarlberg „als eigenes selbständiges Land im Rahmen des deutsch-österreichischen Staates“ und somit vom bisherigen gemeinsamen Verwaltungsgebiet mit Tirol für unabhängig. Außerdem erwählte sie aus ihrer Mitte einen Landesrat, der anstelle der bisherigen Landesausschusses und der k.k. Reichstatthalterei die Regierungsgeschäfte übernahm. Landeshauptmann, anfangs noch Landespräsident nach Monarchiemanier genannt, dann Landeshauptmann, wurde Otto Ender (Regierung Ender I/II).
Von den 30 Abgeordneten der provisorischen Landesversammlung wurden 19 von der Christlichsozialen Partei (CS), 6 von der deutschfreisinnigen Partei (DFP) und 5 von Sozialdemokratischen Arbeiterpartei (SDAP) gestellt. Die provisorische Landesversammlung tagte in insgesamt 16 Sitzungen, wobei die letzte Sitzung am 25. April 1919 stattfand. Die ersten Landtagswahlen folgten am 27. April 1919.

## Funktionen

### Landespräsident/Landeshauptmann
Dem provisorischen Landtag stand zunächst der Landespräsident vor, der am 3. November 1918 gewählt wurde. Das Amt des Landespräsidenten übernahm Otto Ender (CS), das Amt des 1. Stellvertreters Franz Natter (DFP), 2. Stellvertreter wurde Fritz Preiß (SDAP). Die Wahl erfolgte auf Vorschlag, dem „einhellig“ zugestimmt wurde. Ursprünglich wollte die Christlichsoziale Partei den früheren Landeshauptmann Adolf Rhomberg als Landtagspräsidenten nominieren, dies scheiterte jedoch am Gesundheitszustand Rhombergs. Bei seiner Wahl zum Landtagspräsidenten bemerkte Ender zudem, dass Staatsrat Jodok Fink der „berufenste“ Kandidat gewesen wäre, dieser jedoch in Wien unentbehrlich sein.
Nach dem Gesetz vom 14. November 1918 betreffend die Übernahme der Staatsgewalt in den Ländern trat an die stelle der Bezeichnung „Landespräsident“ die Bezeichnung Landeshauptmann und an die Stelle der Landespräsidenten-Stellvertreter die Bezeichnung Landeshauptmann-Stellvertreter. Nach diesem Gesetz waren neben dem Landeshauptmann zudem zwei bis vier Landeshauptmann-Stellvertreter zu wählen. Der Verfassungsausschuss schlug in der Folge in der 4. Sitzung vom 27. Dezember 1918 vor, trotz der Größe Vorarlbergs vier Landeshauptmann-Stellvertreter zu wählen, um jeder im Landtag vertretenen Partei den Anspruch auf einen dieser Posten geben zu können. Der Landeshauptmann wurde in der Folge nicht neu gewählt, vielmehr wurde für den bisherigen Landespräsidenten Otto Ender ab dem 27. Dezember die Bezeichnung Landeshauptmann verwendet. Seine Stellvertreter wurden noch am selben Tag in der 5. Sitzung nach dem Verhältniswahlrecht gewählt. Die Christlichsoziale Partei stellte in der Folge Franz Loser und Ferdinand Redler als 1. und 2. Stellvertreter auf, die deutschfreisinnige Partei nominierte den bisherigen 1. Landespräsidenten-Stellvertreter Franz Natter zum 3. Landeshauptmann-Stellvertreter, die SDAP stellte den bisherigen 2. Landespräsidenten-Stellvertreter Fritz Preiß als 4. Landeshauptmann-Stellvertreter auf. Alle vier Kandidaten wurden dabei von ihren Parteien ausreichend unterstützt und galten damit als gewählt. Den Vorsitz im Landtag führte in der Folge der Landeshauptmann mit zwei Stellvertretern.
| Name                | Fraktion |
| ------------------- | -------- |
| Allgäuer Stefan     | CS       |
| Amann Alois         | CS       |
| Bechter Josef       | CS       |
| Dietrich Alois      | CS       |
| Dür Lorenz          | CS       |
| Ender Otto          | CS       |
| Feierle Franz       | DFP      |
| Fink Barnabas       | CS       |
| Fink Jodok          | CS       |
| Ganahl Karl         | DFP      |
| Gassner Guido       | DFP      |
| Kennerknecht Josef  | CS       |
| Kinz Ferdinand      | DFP      |
| Konzett Andreas     | CS       |
| Loser Franz         | CS       |
| Lorenz Thomas       | SDAP     |
| Luger Engelbert     | CS       |
| Markart Koloman     | SDAP     |
| Mayer Ägidius       | CS       |
| Mayer Hugo          | SDAP     |
| Mittelberger Johann | CS       |
| Natter Franz        | DFP      |
| Preiß Fritz         | SDAP     |
| Rauscher Franz      | SDAP     |
| Redler Ferdinand    | CS       |
| Rhomberg Adolf      | CS       |
| Russ Josef          | DFP      |
| Thurnher Martin     | CS       |
| Unterberger Franz   | CS       |
| Welte Albert        | CS       |

| Name                  | Fraktion |
| --------------------- | -------- |
| Endress Heinrich      | DFP      |
| Hermann Hermann       | SDAP     |
| Hollenstein Josef     | CS       |
| Hosp Hermann          | SDAP     |
| Jussel Johann         | DFP      |
| Karrer Bruno          | DFP      |
| Meusburger Leopold    | CS       |
| Michler Arbogast      | CS       |
| Müller Johann         | CS       |
| Seifried Johann Georg | CS       |
| Stadler Kaspar        | CS       |